# 포스트휴머니즘
포스트휴머니즘(영어: posthumanism) 또는 탈인본주의는 인간을 중심으로 여기는 인본주의(휴머니즘)를 부정하는 이념을 가리킨다. 21세기부터 대륙철학의 비판 이론 전통에서 인간중심주의를 지적하고 비판하며 등장한 사상이다. 인문주의에 반대하는 반인문주의, 반출생주의 등을 포함한다.
최근에는 인류의 한계를 뛰어넘어야 한다고 주장하는 트랜스휴머니즘과도 혼동되는 용어이다.

## 같이 보기
- 반인문주의
- 포스트모더니즘